# 印度北部
印度北部是印度的一個地理區域。歷史上曾是北天竺的所在地。印度的恒河平原和所谓的“印地语带”主体位于此地区。
印度文化部的北部文化區包括北阿坎德邦，但不包括德里，而印度地質調查局包括北方邦和德里，但不包括拉賈斯坦邦和昌迪加爾。有時還包括比哈爾邦，古吉拉特邦，中央邦和西孟加拉邦。
北印度是德里蘇丹國，蒙兀兒帝國和英屬印度的歷史中心。它的文化多種多樣，其中包括查德姆，赫爾德瓦爾，瓦拉納西，阿約提亞，馬圖拉，阿拉哈巴德，瓦伊什諾德維神庙和普什卡的印度教朝聖地，鹿野苑和庫什納加爾的佛教朝聖地，錫克聖殿以及世界自然遺產例保護區。
印度北部各邦的正式語言为英語、印地語、烏爾都語、旁遮普語。

## 地形與氣候
印度北部的主體地形是印度河-恒河平原與喜馬拉雅山。氣候方面則涵蓋亞熱帶氣候、熱帶莽原氣候、乾燥氣候與高山氣候。

## 民族及語言
主體民族為印度-雅利安人。印地語和烏爾都語是主要使用語言。

## 经济
印度北部各邦的经济格局各不相同。北部的印度河-恒河平原是印度传统的农业区域，而马哈拉施特拉邦、德里首都圈、西孟加拉邦则有较高的工业化程度。印度西北部平原，包括旁遮普邦、哈里亚纳邦和北方邦西部的区域，受益于20世纪60年代开始的绿色革命，在经济和社会上得到长足发展；而作为对比，北方邦东部地区则相对落后。印度北部的主要工业地带包括：古尔冈-德里-密拉特（首都圈）、孟买-浦那（马哈拉施特拉）、加尔各答-胡格利（西孟加拉）、艾哈迈达巴德-瓦多达拉（古吉拉特）、焦达讷格布尔高原（贾坎德）。2021年，印度北部的果阿邦是全印度人均GDP最高的邦，而马哈拉施特拉邦是GDP总量最高的邦。2021年的分析指在印度北部的拉贾斯坦邦和北方邦存在普遍贫困现象。

## 文化

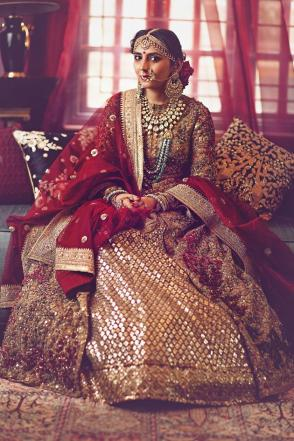
北印度新娘

印度北部文化以印度教和伊斯兰教融合为典型特征，称为恒河-亚穆纳河文化。

## 圖集

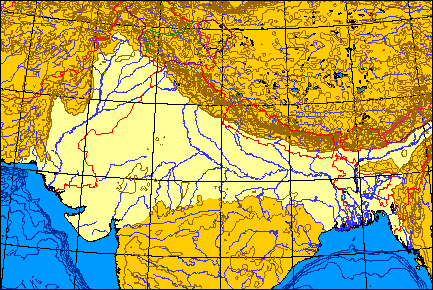
印度河-恆河平原
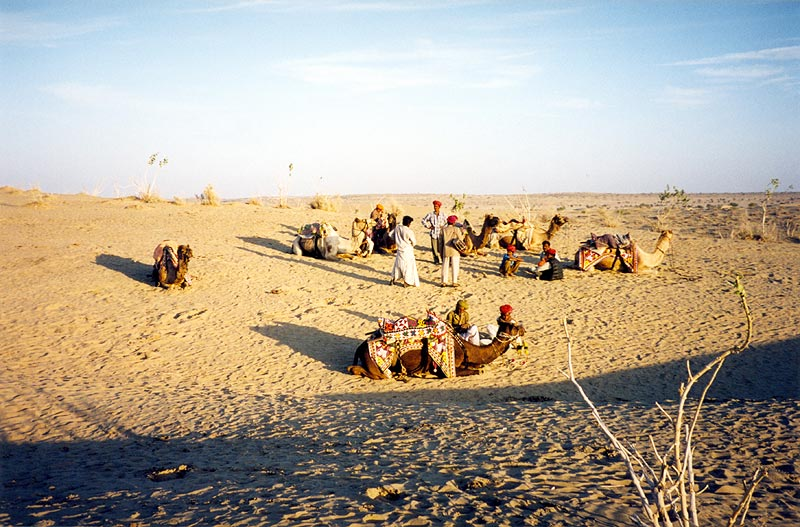
塔尔沙漠
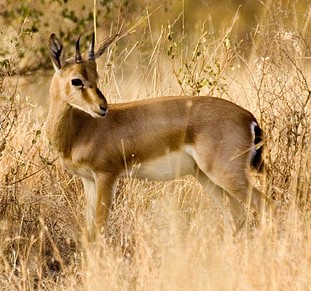
印度瞪羚
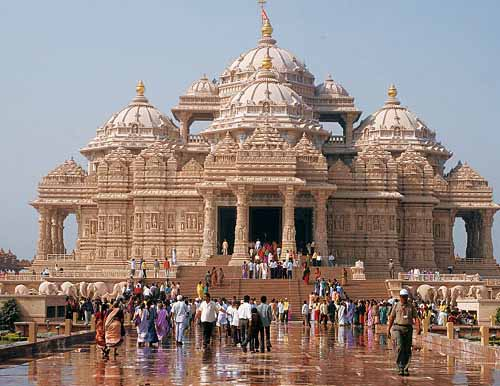
阿克萨达姆神庙
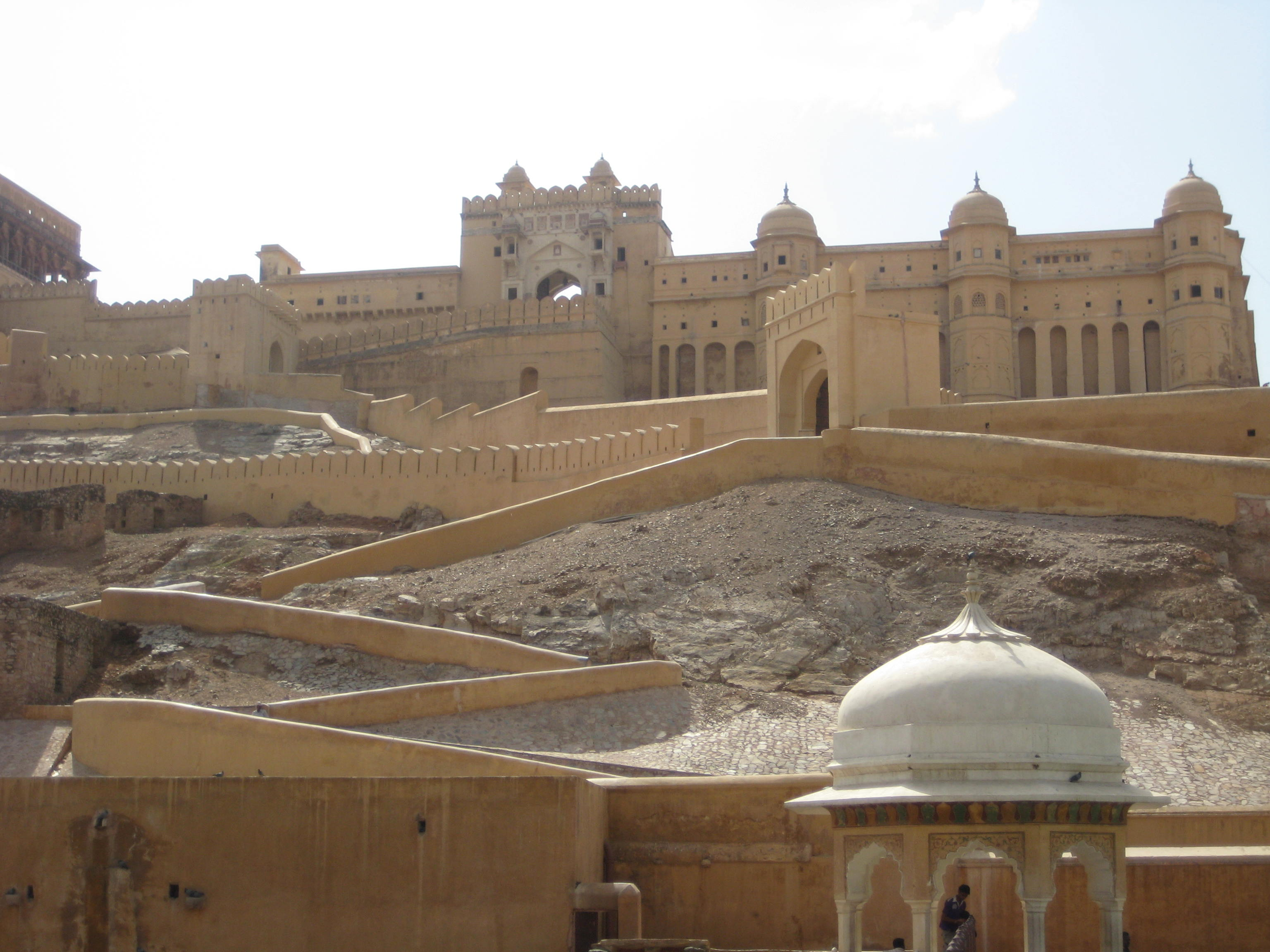
琥珀堡

## 參看
- 印度東部
- 印度東北部
- 印度西部
- 印度南部